# A3 (papierformaat)

A-formaten

A3 is de aanduiding voor een veel gebruikt papierformaat van 297 bij 420 mm. De 3 duidt op het drie maal gehalveerd zijn van een vel A0-papier. Het formaat A0 heeft per definitie een oppervlakte van 1 m² en een lengte-breedteverhouding van √2:1. Derhalve heeft het formaat A3 een oppervlakte van ½ × ½ × ½ = 1/8 m² en dezelfde lengte-breedteverhouding als A0.
A3 is tweemaal zo groot als A4. Het formaat was oorspronkelijk gedefinieerd door een DIN-normering (DIN 476 uit 1922) en is later door de ISO overgenomen als de huidige norm ISO 216. Met name in Duitsland wordt het formaat nog steeds wel met "DIN A3" aangeduid. Het krantenformaat tabloid is gelijk aan de grootte van A3.